# Die Linke Baden-Württemberg
Die Linke Baden-Württemberg (DIE LINKE. Baden-Württemberg) ist der Landesverband der Partei Die Linke in Baden-Württemberg. Seit 2005 sind Abgeordnete aus Baden-Württemberg im Deutschen Bundestag in einer Landesgruppe vertreten, nach der Bundestagswahl 2017 gehören dem 19. Deutschen Bundestag sechs Mitglieder aus dem Landesverband Baden-Württemberg an.

## Geschichte

### Gründung
Die Partei Die Linke wurde als Zusammenschluss aus den Landesverbänden der Die Linkspartei.PDS und der WASG auf einem Gründungsparteitag am 20. und 21. Oktober 2007 in Stuttgart im DGB-Haus gegründet. Die Gründung wurde durch eine Kommission aus Vorstandsmitgliedern der beiden Parteien vorbereitet. Die Mitglieder des ersten Vorstands (2007–2008) waren im Geschäftsführenden Landesvorstand: Franz Groll (WASG, Calw); Elke Lison (Die Linkspartei.PDS, Reutlingen); Bernd Riexinger (WASG, Stuttgart); Ursula Schorlepp (WASG, Stuttgart); Bernhard Strasdeit (Die Linkspartei.PDS, Tübingen); Christoph Cornides (Schatzmeister, Die Linkspartei.PDS, Mannheim). Die weiteren Vorstandsmitglieder waren: Annette Groth (WASG, Stuttgart), Jürgen Gulden (WASG, Weinheim), Ute Gsöls-Puhl (WASG, Karlsruhe), Susanne Kempf (WASG, Ostalb), Gudrun Kuch (Die Linkspartei.PDS, Mannheim), Gregor Mohlberg (Die Linkspartei.PDS, Freiburg), Reinhard Neudörfer (Die Linkspartei.PDS, Waiblingen), Silvia Ofori (WASG, Schwäbisch Hall), Anne Rahlfs (Die Linkspartei.PDS, Stuttgart), Sabine Rösch-Dammenmiller (WASG, Göppingen), Dirk Spöri (WASG, Freiburg), Stefan Straub (WASG, Reutlingen).
Die neue Partei hatte in Baden-Württemberg bei ihrer Gründung etwa 2.200 Mitglieder (800 Die Linkspartei.PDS; 1.400 WASG).

### Historische Wurzeln
Die historischen Wurzeln der PDS, der WASG und der Partei Die Linke liegen in der sozialistischen Arbeiterbewegung bis 1918 und in der kommunistischen und links-sozialistischen Arbeiterbewegung bis 1945. So nahm die Partei in Baden-Württemberg 2008 mit einer Jubiläumsveranstaltung zum 100. Jahrestag des Internationalen Sozialistenkongresses 1907 in Stuttgart – auf dem u. a. auch Rosa Luxemburg sprach – und dem 100. Jahrestag der Gründung der sozialistischen Jugendbewegung auch Bezug auf diese Ursprünge. Viele Mitglieder der Parteien PDS, WASG und Die Linke in Baden-Württemberg waren vorher Mitglieder in anderen Parteien, insbesondere aus dem Bereich der Neuen Linken, der K-Gruppen und aus dem linken und gewerkschaftlichen Flügel der SPD.

### Geschichte der PDS Baden-Württemberg
Der Landesverband Baden-Württemberg der PDS wurde am 2. September 1990 in Stuttgart gegründet. Im Vorfeld der Gründung bestand bereits eine Gruppe mit dem Namen Linke Liste/PDS, die im August 1990 entstand, aber noch nicht Teil der bundesweiten Partei war. Der Name der Partei bei Gründung war zunächst PDS/Linke Liste. Der Zusatz Linke Liste fiel mit Beschluss einer Landesmitgliederversammlung am 20. Mai 1995 weg. Am 24. Juli 2005 wurde der Landesverband von PDS in Linkspartei.PDS umbenannt. Gremien und Gliederungen des Landesverbandes waren die Landesmitgliederversammlungen, der Landesvorstand und die Basisorganisationen. Die Linkspartei.PDS hatte zuletzt landesweit 26 Basisgruppen. Jugendverband der PDS war die AGJG. Der baden-württembergische Landesverband der AGJG wurde 1994 im Rhein-Neckar-Kreis gegründet und schloss sich Ende 2000 dem neuen Jugendverband der Partei ['solid] – die sozialistische Jugend an.

#### Teilnahme an Wahlen
Die PDS in Baden-Württemberg beteiligte sich nur an den Bundestagswahlen und an den Kommunalwahlen – teilweise in Bündnissen. Bei den Kommunalwahlen am 24. Oktober 1999 trat die PDS in Baden-Württemberg erstmals zu einer Wahl an. In Karlsruhe (1 Gemeinderat), Konstanz (1), Tübingen (2 Gemeinderat, 1 Kreistag), Mannheim (1) und Stuttgart (1) waren zuletzt Mitglieder der PDS in Kommunalvertretungen. An den Europawahlen nahm die PDS Baden-Württemberg als Teil der Bundespartei teil. 1994 kandidierte Hannelis Schulte aus Heidelberg auf Platz 15 der Bundesliste der Partei. Im Jahr 2003 kandidierte Diether Dehm für die PDS in Lörrach als Oberbürgermeister. Er erreichte damals mit 17,7 % das bisher höchste Ergebnis der PDS bei einer Wahl in den westdeutschen Bundesländern.

### Geschichte der WASG Baden-Württemberg
Der Landesverband Baden-Württemberg der WASG wurde als Verein am 23. Oktober 2004 in Stuttgart gegründet. Erster Vorsitzender war Bernd Riexinger. Weitere Mitglieder des Landesvorstandes waren Claudia Mrosek und Damian Ludewig sowie Bernd Mehrling als Schatzmeister. Gremien und Gliederungen des Landesverbandes waren der Landesparteitag mit Delegierten-Prinzip, der Landesvorstand, der Landesausschuss (Gremium von Vertretern aus den Kreisverbänden) und die Kreisverbände. Die WASG hatte zuletzt landesweit 31 Kreisverbände.

#### Teilnahme an Wahlen
Die WASG in Baden-Württemberg beteiligte sich nur an den Landtagswahlen 2006. Sie erzielte im Landesdurchschnitt 3,1 %. Die Hochburgen der WASG lagen mit Stimmenanteilen von 6,9 % in den Landtagswahlkreisen Freiburg II und Mannheim I, 5,5 % in Pforzheim und 5,1 % in Aalen.

## Organisation und Struktur
Die Linke Baden-Württemberg organisiert sich in Kreisverbänden und Ortsverbänden. Die Kreisverbände sind territorial mit den Landkreisen und den kreisfreien Städten deckungsgleich.

### Organe und Gremien
Das höchste Organ ist der Landesparteitag, welcher über eine Legislatur von zwei Jahren gewählt ist. Die wichtigsten Führungsorgane der Partei zwischen den Parteitagen sind der Landesvorstand mit derzeit 18 Mitgliedern (Stand 2017) und der Landesausschuss. Zusätzlich gibt es noch den Landesfinanzrat als Versammlung der Kreisschatzmeister. Weiteres regeln die Landessatzung und Landesordnungen.

### Arbeitsgemeinschaften
Zur Parteiorganisation gehören zudem Arbeitsgemeinschaften und Arbeitskreise, in denen sich Mitglieder und Nichtmitglieder der Partei mit Interesse an bestimmten Themen offiziell zusammenschließen können. Solche landesweiten Zusammenschlüsse sind u. a. die Landesarbeitsgemeinschaft (LAG) Bürgerrechte und Demokratie, die LAG Betriebe & Gewerkschaft, die LAG Bildung, LAG Friedenspolitik, die LAG Erwerbslose und Geringverdiener und die LAG Frauen.

### Jugendverband und Studierendenverband
Eine wichtige Stellung innerhalb der Partei nimmt auch der Jugendverband Linksjugend ['solid] ein, welcher in Baden-Württemberg wegen seiner linksextremistischen Ausrichtung vom Landesamt für Verfassungsschutz beobachtet wird. An diesem können alle Mitglieder des Landesverbandes sowie Sympathisantinnen und Sympathisanten der Partei bis zum vollendeten 35. Lebensjahr teilnehmen. Die Linksjugend ['solid] ist der Landes-Jugendverband der Partei. Innerhalb dieses Verbandes besteht der Hochschulverband Die Linke.SDS als Arbeitsgemeinschaft. Der Jugendverband wurde in Baden-Württemberg am 22. September 2007 gegründet. Vorgängerorganisation war der Jugendverband der Linkspartei.PDS ['solid] – die sozialistische Jugend. Die WASG verfügte in Baden-Württemberg über keinen eigenen Jugendverband.

### Politische Bildung
Parteinahe Bildungsvereine sind die Rosa-Luxemburg-Stiftung (ehem. Rosa-Luxemburg-Forum Baden-Württemberg) und das Forum Linke Kommunalpolitik.

### Publikationen
Als Printpublikation gibt Die Linke Baden-Württemberg das Mitgliedermagazin Landesinfo heraus, das bereits als Mitgliedermagazin der PDS in Baden-Württemberg erschien. Seit der Landtagswahl 2011 publiziert Die Linke Baden-Württemberg außerdem die Aktionszeitung „kurswechsel“. Die Linke Baden-Württemberg betreibt im Bereich der elektronischen Medien eine Internetseite und ist auf Youtube, Facebook und Twitter mit eigenen Präsenzen vertreten.

## Wahlergebnisse in Baden-Württemberg

### Bundestagswahlen
Bei den Bundestagswahlen am 24. September 2017 konnte Die Linke unter der Führung von Bernd Riexinger in Baden-Württemberg 6,4 % der Stimmen „im Ländle“ holen und entsandte insgesamt sechs Mandatsträger als Landesgruppe in den 19. Deutschen Bundestag. Riexinger musste sich ob des Abschneidens bei der Bundestagswahl mit innerparteilicher Kritik von Oskar Lafontaine auseinandersetzen. Richard Pitterle gehört der Landesgruppe im Bundestag nach acht Jahren nicht mehr an.
| Wahltermin         | Ergebnis in % | Stimmen | Name            |
| ------------------ | ------------- | ------- | --------------- |
| 2. Dezember 1990   | 0,3 %         |         | PDS/Linke Liste |
| 16. Oktober 1994   | 0,8 %         |         | PDS             |
| 27. September 1998 | 1,0 %         | 58.013  | PDS             |
| 22. September 2002 | 0,9 %         | 56.156  | PDS             |
| 18. September 2005 | 3,8 %         | 219.105 | Linkspartei.PDS |
| 27. September 2009 | 7,16 %        | 389.637 | Die Linke       |
| 22. September 2013 | 4,8 %         | 272.456 | Die Linke       |
| 24. September 2017 | 6,4 %         | 380.557 | Die Linke       |
| 26. September 2021 | 3,3 %         | 196.874 | Die Linke       |
| 23. Februar 2025   | 6,8 %         | 429.472 | Die Linke       |

### Landtagswahlen
| Wahltermin    | Ergebnis in % | Stimmen | Name      |
| ------------- | ------------- | ------- | --------- |
| 26. März 2006 | 3,1 %         | 121.753 | WASG      |
| 27. März 2011 | 2,8 %         | 139.700 | Die Linke |
| 27. März 2016 | 2,9 %         | 156.240 | Die Linke |
| 14. März 2021 | 3,6 %         | 173.295 | Die Linke |

## Mandatsträger

### Landtagsabgeordnete
Ulrich Maurer trat am 1. Juli 2005 von der SPD zur WASG über. Er war bis zu seiner Wahl in den Bundestag im Herbst 2005 der einzige WASG-Abgeordnete in einem deutschen Landesparlament.

### Bundestagsabgeordnete
Am 8. Dezember 2009 wurde eine Landesgruppe Baden-Württemberg der LINKEN im Bundestag gegründet.
- 13. Deutscher Bundestag: (1): Winfried Wolf über die Landesliste der PDS
- 14. Deutscher Bundestag: (1): Winfried Wolf über die Landesliste der PDS
- 16. Deutscher Bundestag: (3): Ulrich Maurer, Heike Hänsel und Karin Binder über die Landesliste der Linkspartei.PDS
- 17. Deutscher Bundestag: (6): Ulrich Maurer, Heike Hänsel, Karin Binder, Michael Schlecht, Annette Groth und Richard Pitterle über die Landesliste der Partei Die Linke.
- 18. Deutscher Bundestag: (5): Michael Schlecht, Heike Hänsel, Karin Binder, Richard Pitterle, Annette Groth über die Landesliste der Partei Die Linke.
- 19. Deutscher Bundestag: (6): Bernd Riexinger, Heike Hänsel, Gökay Akbulut, Tobias Pflüger, Jessica Tatti, Michel Brandt über die Landesliste der Partei Die Linke.[18]
- 20. Deutscher Bundestag: (3): Gökay Akbulut, Bernd Riexinger, Jessica Tatti (bis 2023, danach BSW) über die Landesliste der Partei Die Linke.
- 21. Deutscher Bundestag: (6): Gökay Akbulut, Marcel Bauer, Vinzenz Glaser, Sahra Mirow, Luigi Pantisano, Anne Zerr über die Landesliste der Partei Die Linke.

### Europaabgeordnete
- 6. Wahlperiode: 2004 bis 2009 Tobias Pflüger über die Bundesliste der PDS

## Funktionsträger

### Parteivorsitzende im Land: PDS, WASG und DIE LINKE
Gleichberechtigte Landessprecherin und Landessprecher der Partei Die Linke (Geschäftsführender Landesvorstand)
| Amtszeit  | Name |
| --------- | --- |
| 2007–2008 | Franz Groll, Bernd Riexinger, Elke Lison, Ursula Schorlepp, Bernhard Strasdeit und Christoph Cornides (Schatzmeister)                |
| 2008–2011 | Sabine Rösch-Dammenmiller, Dorothee Diehm, Bernd Riexinger, Sybille Stamm, Bernhard Strasdeit und Christoph Cornides (Schatzmeister) |
| 2011–     | Sabine Rösch-Dammenmiller, Heidi Scharf, Bernd Riexinger, Sybille Stamm, Bernhard Strasdeit und Christoph Cornides (Schatzmeister)   |

Gleichberechtigte Landessprecherin und Landessprecher der PDS, bzw. Linkspartei.PDS
| Amtszeit  | Name                                     |
| --------- | ---------------------------------------- |
| 1990–1992 | Theodor Bergmann                         |
| 1992–1993 | Dietmar Müller                           |
| 1993–1994 | Reinhard Neudorfer                       |
| 1993–1994 | Friederike Bünjer und Reinhard Neudorfer |
| 1994–1996 | Ulrike Küstler und Niko Fostiropoulos    |
| 1996–1997 | Ulrike Hintsches und Niko Fostiropoulos  |
| 1997–1998 | Ulrike Hintsches und Peter Linnes        |
| 1998–1999 | Chantal Pannacci und Peter Linnes        |
| 1999–2000 | Eva Steinmann und Peter Linnes           |
| 2000–2003 | Peter Linnes                             |
| 2003–2005 | Bernhard Strasdeit und Elke Lison        |
| 2005–2007 | Bernhard Strasdeit und Elke Lison        |

Landesvorsitzender der WASG
| Amtszeit  | Name            |
| --------- | --------------- |
| 2004–2007 | Bernd Riexinger |

### Landesgeschäftsführer
| Zeitraum    | Name               |
| ----------- | ------------------ |
| 2007– 2019  | Bernhard Strasdeit |
| 2019 – 2023 | Claudia Haydt      |
| 2024 –      | Lisa Neher         |

## Sonstiges
Das Landesamt für Verfassungsschutz beobachtet linksextremistische Strömungen, Zusammenschlüsse und Teilstrukturen innerhalb der Partei Die Linke, soweit sie in Baden-Württemberg tatsächlich aktiv sind. Momentan sind hier die „Antikapitalistische Linke“ (AKL), die „Kommunistische Plattform“ (KPF) und „marx21“ sowie die Jugendorganisation „Linksjugend [’solid]“ und der „Sozialistisch-Demokratische Studierendenverband“ (DIE LINKE.SDS) vertreten. Die Gesamtpartei Die Linke ist kein Beobachtungsobjekt.
In der Nacht zum 28. September 2017 wurde in Karlsruhe eine Scheibe und Glastür im Bürgerbüro von Karin Binder und des Bundestagsabgeordneten Michel Brandt eingeworfen, woraufhin die Staatsschutzabteilung die Ermittlungen aufgenommen hat, da man von einer politisch motivierten Tat ausgeht.